# Lammassaari (ö i Norra Karelen, Mellersta Karelen, lat 62,03, long 29,61)
Lammassaari är en ö i Finland. Den ligger i sjön Puruvesi och i kommunen Kides i den ekonomiska regionen  Mellersta Karelens ekonomiska region  och landskapet Norra Karelen, i den sydöstra delen av landet, 300 km nordost om huvudstaden Helsingfors. Öns area är 2,7 hektar och dess största längd är 330 meter i sydöst-nordvästlig riktning.